# Associazione Calcio Libertas
L' Associazione Calcio Libertas  és un club de futbol sanmarinès de la ciutat de Borgo Maggiore.
Fundat el 1928, és el club més antic de San Marino.

## Palmarès
- Lliga de San Marino de futbol:[3]

1996
- Coppa Titano de San Marino:[4]

1937, 1950, 1954, 1958, 1959, 1961, 1987, 1989, 1991, 2006, 2014
- Trofeo Federale/Supercopa:[5]

1989, 1992, 1996, 2014